# Fonte do Campo das Hortas

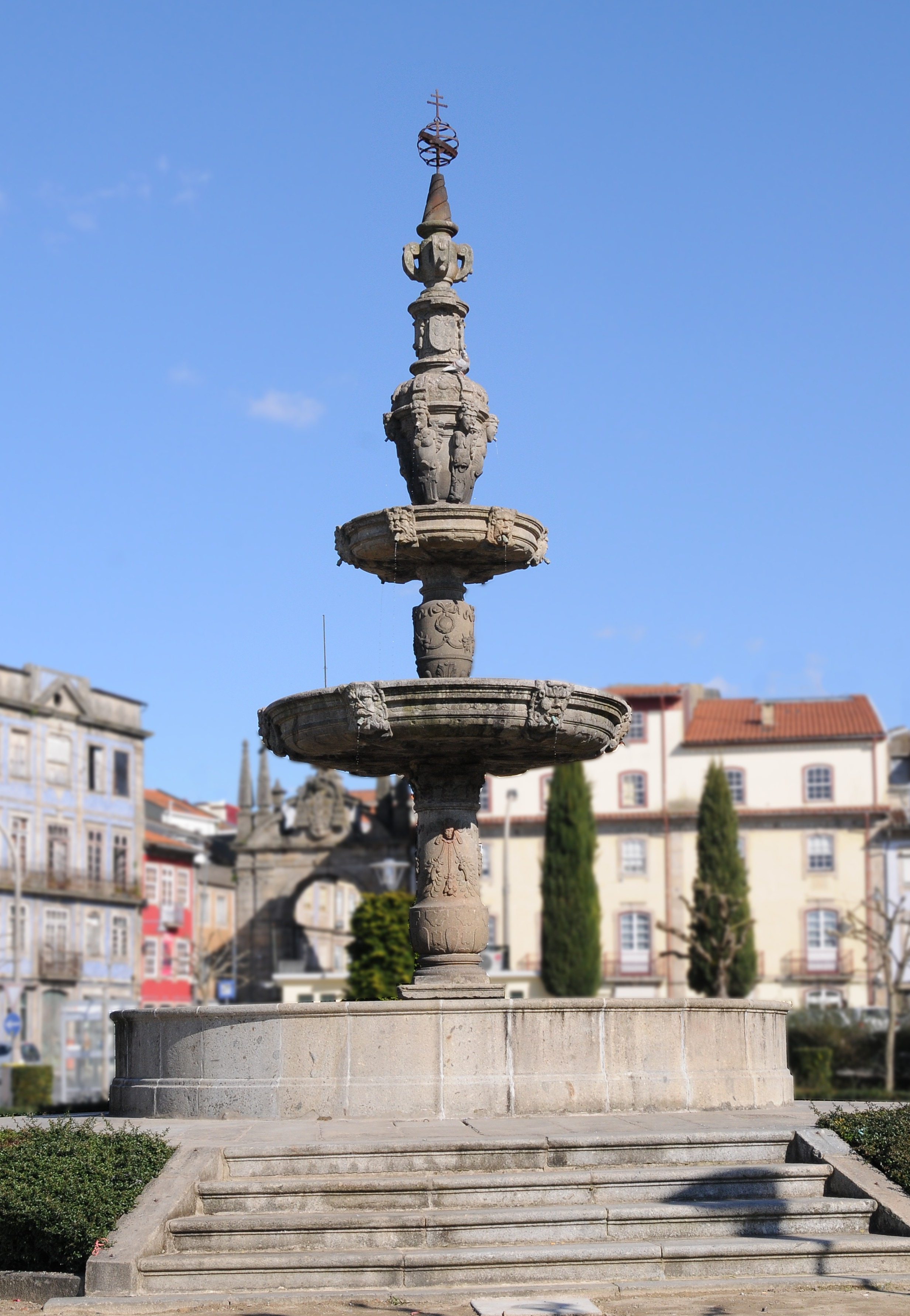
A fonte do Campo da Hortas

A Fonte do Campo das Hortas situa-se na praça homónima freguesia da Sé, em Braga, Portugal.
É um chafariz, estilo Maneirista, com sistema piramidal adelgaçante em altura, com duas taças sobrepostas.
Em 1594 o arcebispo D. Frei Agostinho de Jesus mandou que o seu mestre pedreiro preferido, Manuel Luís, fizesse no extremo este do Campo de Santa Ana (actual avenida Central) uma grandiosa e decorada fonte em granito.
Em 1865, foi desmontada e trasladada para a Praça do Comércio e em 1914 foi transferida para o local actual.
Em junho de 2021, a Câmara de Braga iniciou o procedimento para a classificação da fonte como monumento de interesse municipal.